# علي بن غذاهم
علي بن محمد بن غذاهم الماجري من عرش أولاد مساهل من قبيلة ماجر البربرية العيون ٫ القصرين .
تلقى نصيبا من العلم في جامع الزيتونة و تعلم الطب و القضاء من والده. 

## الإطار التاريخي
شهدت الإيالة أوضاعا سيئة خلال حكم محمد الصادق باي مع انتشار الفقر والخصاصة في صفوف الرعية وفساد رجال الباي فأوشكت البلاد على الإفلاس .إندلعت الثورة عندما قرر الباي مضاعفة المجبى للتقليص في عجز ميزانية الدولة فرفضت القبائل هذا القرار والتي تعاني أصلا من الجفاف وشضف العيش وبدأت الدعوات للثورة فتجمع ماجر حول علي بن غذاهم وأعلنوه باي الشعب الذي بدورة جمع شتات القبائل . مع قدوم الصيف وموسم الحصاد إنطفأت جذوة الحماس وبدأت القبائل تتقاتل فيما بينها فاستغل الباي الفرصة لشراء بعض شيوخ العشائر وقتال ما بقي من قبائل متمردة.

## نهاية بن غذاهم
عندما أحس علي بن غذاهم بحتمية الهزيمة فر إلى الجزائر ففرضت عليه السلطات الفرنسية الإقامة الجبرية بقسنطينة ثم قبيلة أولاد عبد النور لكنه سرعان ما تسلل إلى تونس و إحتمى بأهله في جبل الرقبة قبل أن يستجير بأحد شيوخ الطريقة التيجآنية الولي محمد العيد التماسيني القادم من الجزائر والمتجه إلى الحج.
لم تنقذه الاستجارة من الباي فقبض عليه سنة 1866 و سجن حتى وفاته في 10 أكتوبر 1867 بكراكة حلق الواد.